# 東安里 (嘉義縣)
東安里是中華民國嘉義縣布袋鎮的一個里，西鄰西安里，東接中安里，面積1.5670平方公里，人口1867人，總戶數為546戶，劃分為二十三鄰。由於該里位於過溝以東，所以得名東安里。